# Spondylurus lineolatus
Spondylurus lineolatus là một loài thằn lằn trong họ Scincidae. Loài này được Noble mô tả khoa học đầu tiên năm 1933.